# Brusselse Cityrunner
De Brusselse Cityrunner is een lagevloertramtype Cityrunner uit de Flexity Outlook-reeks, gebouwd door de fabrikant Bombardier Transportation. Het nog steeds uitbreidend aantal trams van 32 en 43 meter vervangt oudere tramtypen. Eind 2005 werd de eerste Brusselse Cityrunner afgeleverd.

## Inzet
De eerste belangrijkste inzet van de Cityrunners was op de lijnen 3 (Esplanade-Churchill), 4 (Noordstation-Stalle P) en 7 (Heizel - Vanderkindere). Deze lijnen hebben hoge passagiersaantallen; zo rijden lijnen 3 en 4 door de gehele Noord-Zuidpremetrotunnel. Met de komst van meer voertuigen worden de trams op meer lijnen ingezet.
De MIVB in Brussel heeft aanvankelijk voor een bedrag van 106,32 miljoen euro 27 trams van het type T3000 (31,85 meter) en 19 trams van het type T4000 (43,22 meter) besteld. De orderkosten van de eerste 27 dertig meter lange en 19 veertig meter lange trams waren € 106 miljoen. Deze bestelling is snel uitgebreid, eerst met 22 trams van het type T3000, waardoor het aantal T3000 op 49 kwam. Een tweede bestelling van 152 extra trams volgde in 2008. Oorspronkelijk waren dit 136 T3000 en 16 T4000, maar dit aantal werd drie maal gewijzigd tot een uiteindelijke beslissing van 101 T3000 en 51 T4000. Deze werden tussen 2009 en 2015 geleverd. Hierdoor beschikt Brussel nu over 220 Cityrunners: 150 T3000 en 70 T4000.
De T3000 is 5-delig, heeft 46 zitplaatsen en 134 staanplaatsen en kan maximaal 180 mensen vervoeren en de T4000 is 7-delig, met 66 zitplaatsen en 186 staanplaatsen en kan maximaal 252 mensen vervoeren. De Belgische vormgever Axel Enthoven is verantwoordelijk voor het ontwerp van interieur en exterieur.
De Cityrunners vormen nu samen de twee grootste tramseries en ze worden in bijna alle uithoeken van het net ingezet. De trams van de serie 3000 worden ingezet op lijnen 8, 9, 19, 25, 55, 62, 82, 92, en 93, en bij uitzondering ook op lijnen 4, 7, 51 en 97. De trams van serie 4000 worden ingezet op lijnen 4, 7 en 10, de enige lijnen waarvan de perrons aangepast zijn aan hun lengte van meer dan 43 meter.
Negentig nieuwe Cityrunners werden besteld, die in de periode 2021 - 2023 werden geleverd: series 3200 (79 stuks) en 4200 (11 stuks), respectievelijk vergelijkbaar met de 3000 en 4000.

## Tijdelijke inzet elders
- De 3006 was in 2006 op bezoek in Stockholm.
- Een tram is in Rotterdam geweest, maar de keuze voor nieuwe trams viel op het nieuwe Citadis 2-tramtype.
- Ook is er een tram in Canada geweest, voor de Olympialijn.

## Afbeeldingen

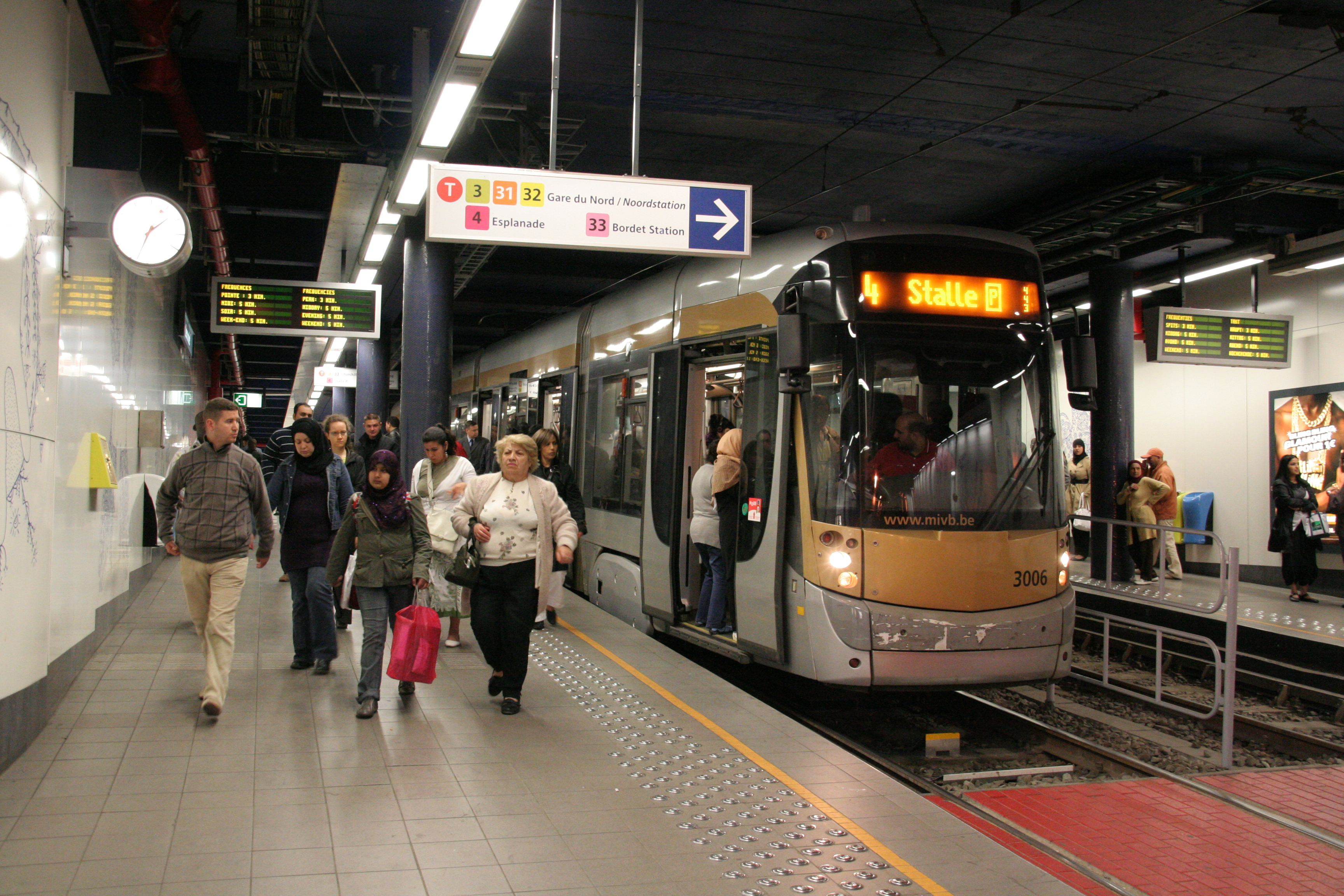
Een Cityrunner als premetro.
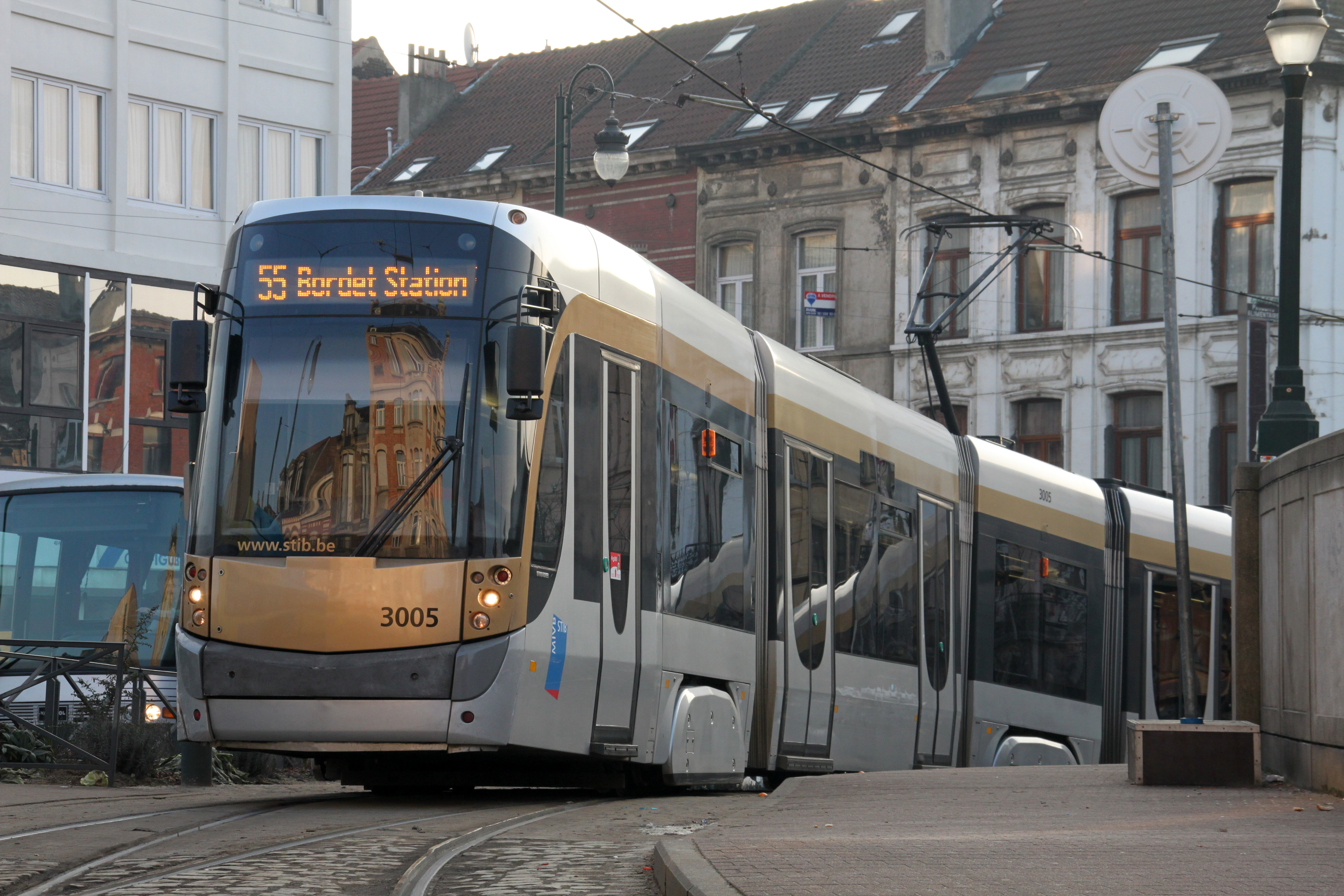
Cityrunner 3005.
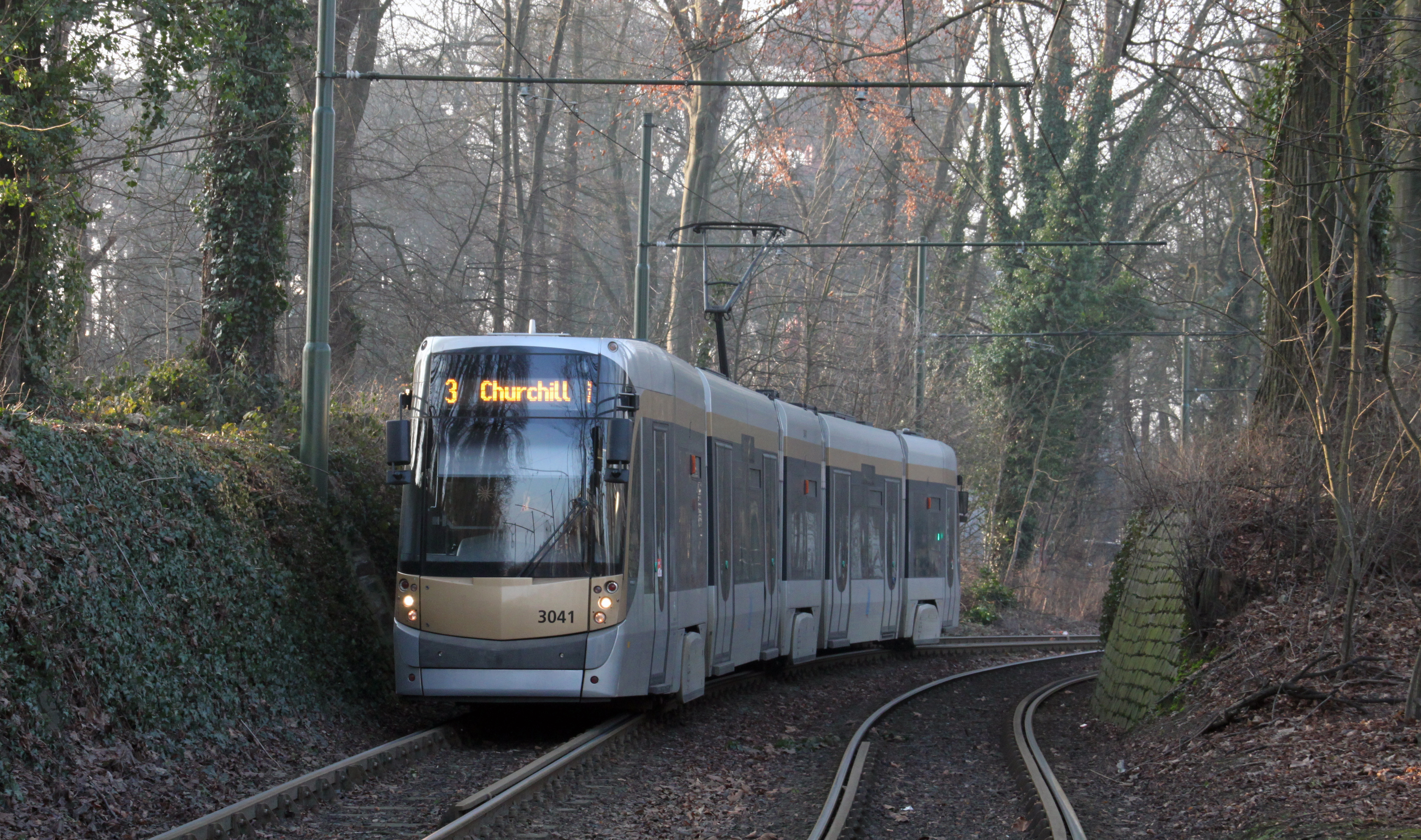
Cityrunner 3041.
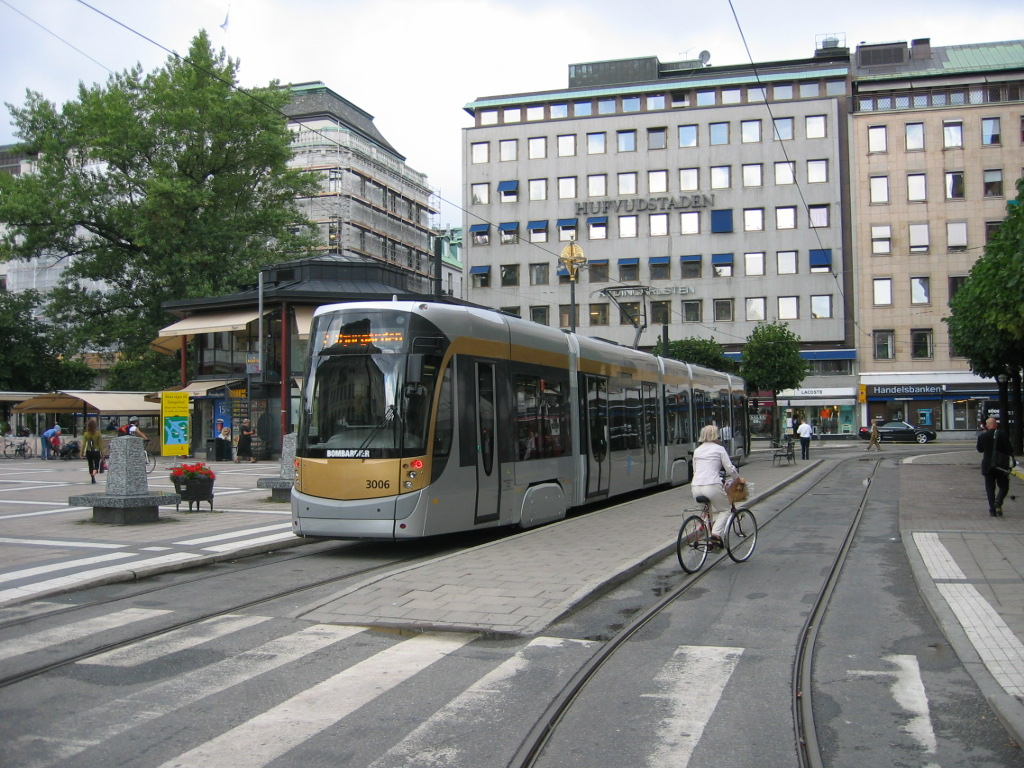
De 3006 in Stockholm.

## Interieur

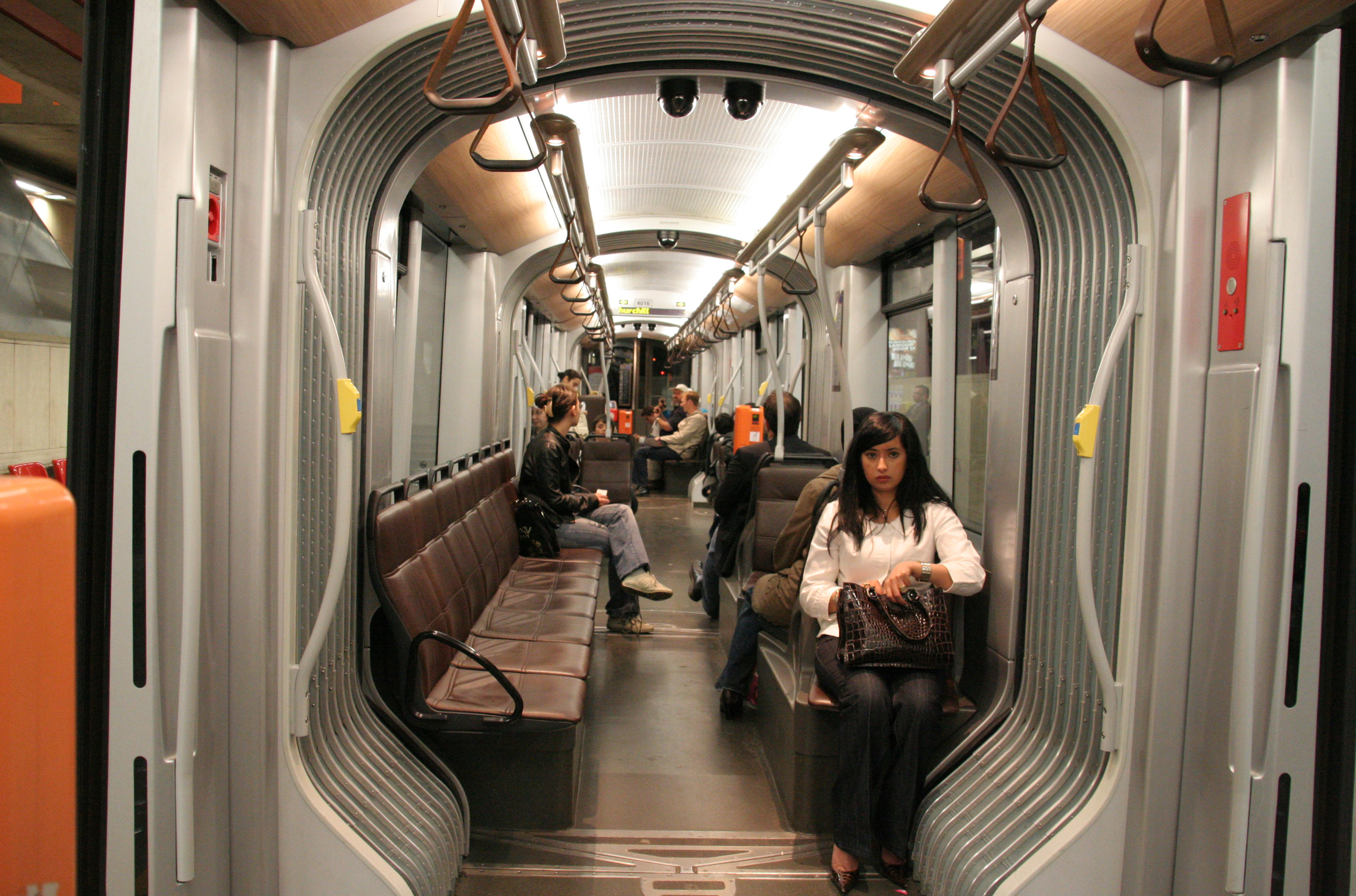
Interieur.
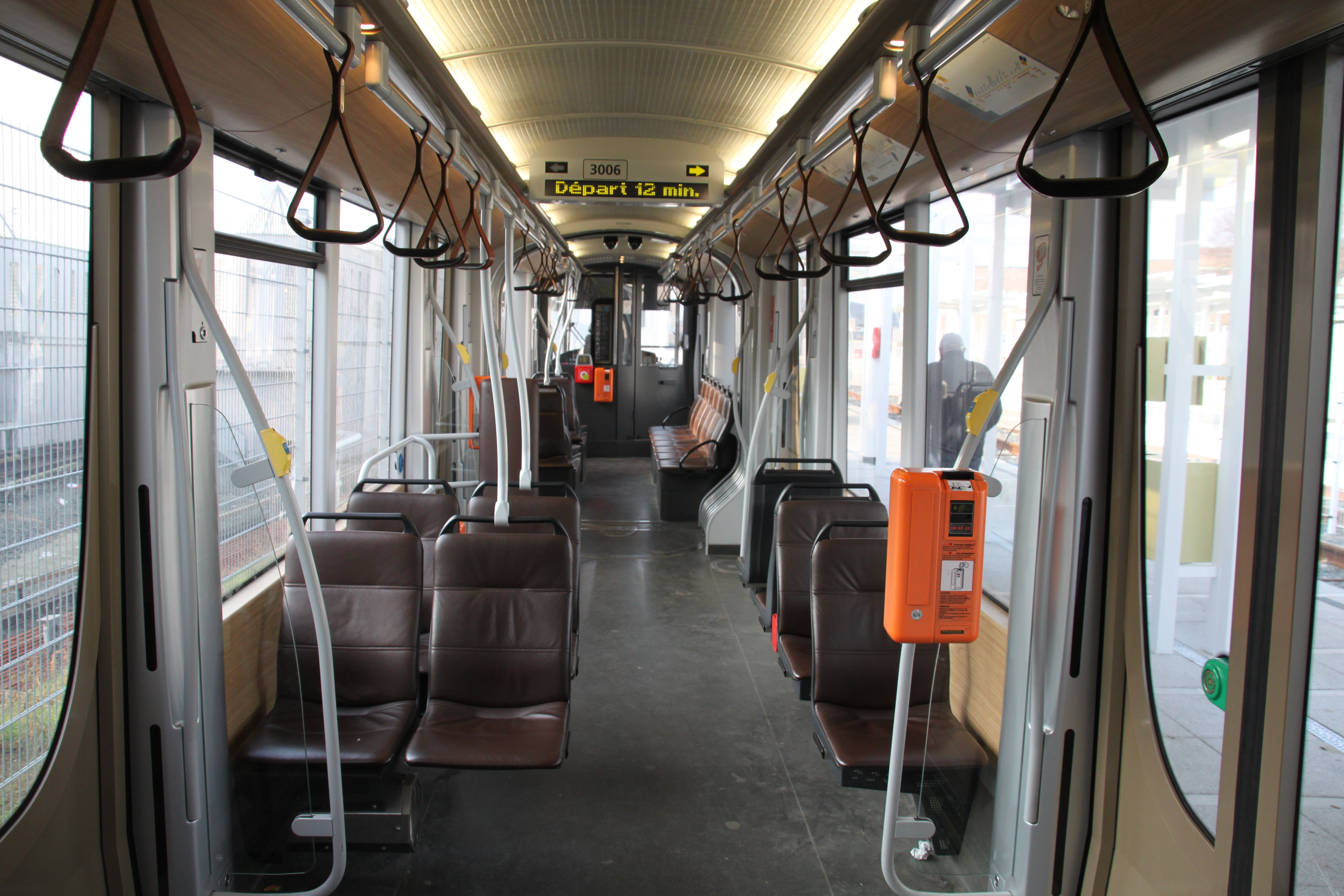
Interieur.
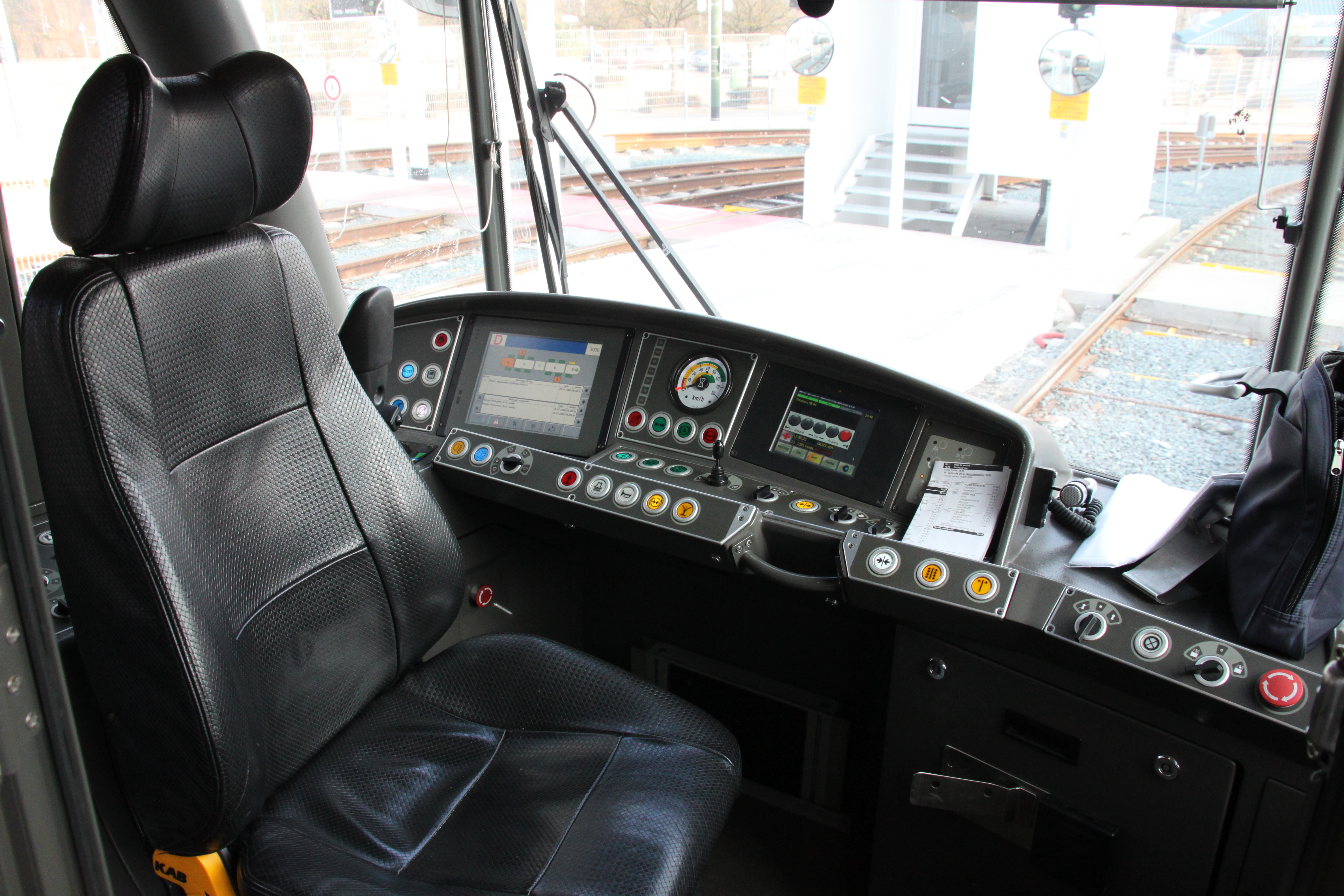
Stuurpost.